# مدیر ارشد دیجیتال
مدیرارشد دیجیتال (به انگلیسی: Chief digital officer) (مخفف شده به صورت CDO) یا مدیر ارشد اطلاعات دیجیتال (به انگلیسی: chief digital information officer) (مخفف شده به صورت CDIO) فردی است که با استفاده از پتانسیل فناوری‌های آنلاین مدرن به یک شرکت یا یک سازمان دولتی یا یک شهر کمک می‌کند تا با کسب‌وکارهای سنتی «آنالوگ» به دیجیتال رشد داده شوند.